# Hrabstwo Columbia (Arkansas)
Hrabstwo Columbia – hrabstwo w USA, w stanie Arkansas. Według danych z 2000 roku, hrabstwo zamieszkiwało 25603 osoby.

## Miejscowości
- Emerson
- McNeil
- Magnolia
- Taylor
- Waldo